# Taubenhaus (Pencaitland)

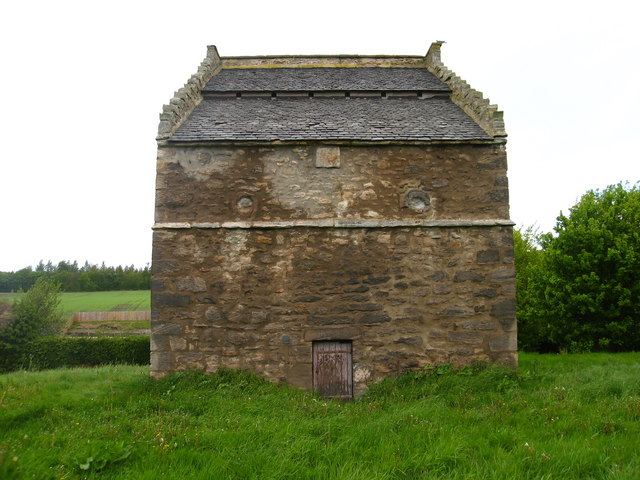
Taubenturm von Pencaitland

Das Taubenhaus von Pencaitland ist ein Taubenhaus in der schottischen Stadt Pencaitland in der Council Area East Lothian. 1971 wurde das Bauwerk in die schottischen Denkmallisten in der höchsten Kategorie A aufgenommen.

## Beschreibung
Das aus dem 17. Jahrhundert stammende Taubenhaus liegt inmitten einer Grünfläche am Nordrand von Pencaitland. Es nimmt eine Grundfläche von 6,7 m Länge bei einer Breite von 5,8 m ein. Das Mauerwerk besteht aus Bruchstein vom Sandstein und weist am höchsten Punkt eine Höhe von 9,1 m auf. Ursprünglich waren die Fassaden mit Harl verputzt. Ein schlichtes, mittiges Gurtgesims sowie ein weiteres auf Traufhöhe laufen um. Das abschließende Pultdach ist mit bläulichem Schiefer eingedeckt. Seine seitlichen Abschlüsse sind gestuft. Auf halber Höhe ist ein Band mit sechs halbrunden Einfluglöchern eingerichtet. An der südweisenden Frontseite ist mittig ein rechteckiger Eingang eingelassen. Oberhalb des Gurtgesimses sind des Weiteren zwei halbrunde Einfluglöcher zu finden. Unterhalb des Dachabschlusses befindet sich eine schmucklose Tafel, bei der es sich um eine ehemalige Sonnenuhr handeln könnte. Im Inneren sind 1136 Nistkästen angeordnet.